# Old Grange-Sou Sou Lands
Old Grange-Sou Sou Lands es una localidad de Trinidad y Tobago, que forma parte de la parroquia de St. Patrick.

## Geografía
La localidad abarca parte de la isla de Tobago y limita al norte con Orange Hill, al sur con Canaan, Mt. Pleasant y Carnbee-All Field Trace, al este con Bethel-Mt. Gomery y Carnbee-Patience Hill (ambas localidades pertenecientes a la parroquia de St. Andrew) y al oeste con Buccoo-Coral Gardens.

## Demografía
Datos demográficos de la localidad de Old Grange-Sou Sou Lands:
| Gráfica de evolución demográfica de Old Grange-Sou Sou Lands entre 2000 y 2011 |
|                                                                                |